# Tunelul Simplon
Tunelul Simplon (în italiană Traforo del Sempione) este un tunel cu două tuburi de cale ferată care leagă Elveția de Italia, dat în folosință în 1906 (primul tub), respectiv 1921 (al doilea tub). Tunelul străpunge Pasul Simplon, legând regiunile din valea Ron (Elveția) cu Val Divedro din regiunea Ossola (Italia).